# Studio Berlin

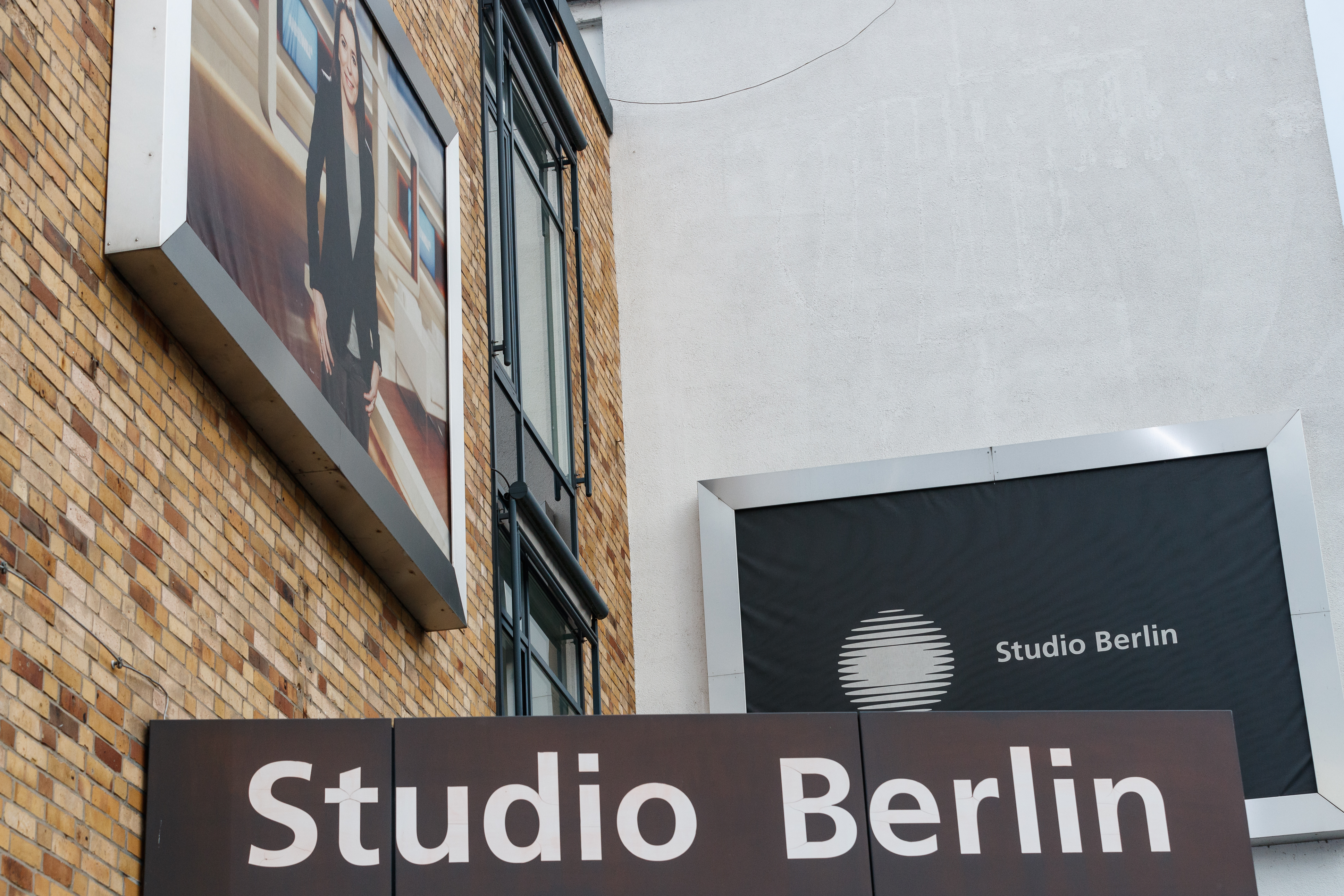
Eingang zu Studiogebäude S1

Die Studio Berlin GmbH ist eine Atelierbetriebs- und Fernsehproduktionsgesellschaft am Standort Berlin-Adlershof. Sie nutzt heute einen Teil der ehemaligen Einrichtungen und Gebäude des Sendezentrums des Deutschen Fernsehfunks (DFF). Studio Berlin ist eine Tochtergesellschaft von Studio Hamburg.

## Geschichte des Standortes & der Firma Studio Berlin

### 1950–1991
Nach Gründung der DDR suchte man ein geeignetes Gelände als Standort für ein zu gründendes Fernsehen. Die Wahl fiel auf ein ungenutztes Gelände in der Nähe des damaligen Flugplatzes Berlin-Johannisthal. Am 11. Juni 1950 erfolgte der erste Spatenstich für das Fernsehzentrum (FZ) Berlin, das nach Plänen von Wolfgang Wunsch errichtet wurde. Am 20. Dezember 1951 begannen die ersten Sende- und Empfangsversuche. Gut ein Jahr später, am 21. Dezember 1952, nahm das Fernsehzentrum mit einem offiziellen Versuchsprogramm den regelmäßigen Programmbetrieb auf. Am 2. Januar 1956 wurde dieses Versuchsprogramm beendet und ab 3. Januar 1956 begann die Ausstrahlung eines regulären Programms unter der Bezeichnung Deutscher Fernsehfunk.
In den Folgejahren wurde das Sendezentrum schrittweise ausgebaut und die wöchentliche Sendedauer erweitert. Am 3. Oktober 1969 begann die Ausstrahlung eines 2. Fernsehprogramms. Am gleichen Tag wurde das Farbfernsehen im System (SECAM) in der DDR eingeführt. 1972 wird der DFF in Fernsehen der DDR umbenannt. Das Sendezentrum in Berlin-Adlershof ist damit Hauptstandort für die Produktion und Sendung von zwei Fernsehvollprogrammen mit Publizistik, Nachrichten, Unterhaltung, Show, Musik, Spielfilm, Fernsehspiel, Kinderfernsehen, Bildungssendungen und Sportberichterstattung. Adresse des Senders war Rudower Chaussee 3, 1199 Berlin.
Im Zuge der Wende wurde das Fernsehen der DDR am 12. März 1990 wieder in Deutscher Fernsehfunk rückbenannt. Am 31. Dezember 1991 stellte der DFF gemäß Artikel 36 des Einigungsvertrag seinen Sendebetrieb in Adlershof ein.

### 1992–2005
Auf Grundlage des Einigungsvertrages gingen das Gelände, die Gebäude und die technischen Einrichtungen in das gemeinsame Eigentum der fünf neuen Bundesländer und des Landes Berlin über. Diese Länder versuchten nun, das Gelände gemeinschaftlich zu vermarkten, der Standort wurde vorerst treuhänderisch verwaltet. Nach dem Ende des DFF siedelte sich auf dem Areal eine Reihe privatwirtschaftlicher Unternehmen an, die sich meist mittelbar oder unmittelbar als Zulieferer für Fernsehprogramme betätigen. In einigen Fällen wurden auch Abteilungen und Redaktionen des DFF in Firmen umgewandelt, die zunächst in Adlershof ihren Sitz haben. So zum Beispiel das Fernsehballett, Elf 99 oder das Synchron-Studio des DFF.
Am 1. Januar 1992 übernahm das Deutsche Rundfunkarchiv (DRA) treuhänderisch die Verwaltung der Rundfunkarchive Ost, der ehemaligen Archive von Rundfunk und Fernsehen der DDR. Am 1. Januar 1994 wurden die Rundfunkarchive Ost als Standort Berlin Teil des DRA. Im gleichen Jahr werden die Bestände vom Rundfunk der DDR (bisher im Funkhaus Nalepastraße) und Fernsehen der DDR (bereits in Adlershof) am Standort Berlin-Adlershof zusammengeführt. Im Juni 1998 teilte der SFB mit, dass er die Gebäude des DRA in Adlershof nicht kaufen wird. Daraufhin entscheidet sich das DRA für einen Umzug in einen Neubau auf dem ORB-Gelände in Potsdam. 2000 erfolgte der Umzug in das neue Gebäude.
1992 etablierte sich ein breites Spektrum an Produktionsfirmen und Mediendienstleistern und nutzt die vorhandenen Kapazitäten. 1993 gründet das Studio Hamburg die Tochterfirma Studio Berlin in Berlin-Adlershof. Der Kauf eines 52.000 m² großen Grundstücks, einschließlich des Studiohauses „A–F“ und weiterer Nebengebäude sowie Freiflächen erfolgt 1998. Die HSB wird in Berlin-Brandenburg Media GmbH umfirmiert und das Studio Berlin Atelier (SBA) GmbH wird gegründet. Im Jahr 2000 kommt die Gründung der Studio Berlin Mobil (SBM) GmbH als Tochter der SBA hinzu und es erfolgt die Inbetriebnahme des Studiohauses Studio „G“ (2.400 m²).
2002 wurden die digitalen Übertragungswagen „Ü5“ in Betrieb genommen und die SBM mit der Muttergesellschaft SBA verschmolzen. Die Umbenennung des Studio Berlin Atelier in „Studio Berlin Adlershof“ erfolgt 2003. Mit der Fertigstellung der Leichtbauhalle „L“ (1.400 m²) für Außendreh und Dekorationsbau geht 2004 auch die Übernahme des Studiobetriebes im Fernsehzentrum Babelsberg einher.

### 2006–2009
Im Jahr 2006 erfolgten die Inbetriebnahme des HDTV-Übertragungswagen „Ü6“ und die Fertigstellung des Studio „K“ (1.800 m²).
Am 9. Juli desselben Jahres übertrug SBA, mit dem eigens für das Turnier gebauten HDTV-Übertragungswagen „Ü6“, weltweit das Endspiel der Fußball-Weltmeisterschaft 2006 in Deutschland. Ein Jahr später nutzt man ein neues Corporate Design.
Im Sommer des Jahres 2008 wurde Studio Berlin Adlershof maßgeblich an der TV-Übertragung für die 13. Fußball-Europameisterschaft beteiligt. SBA erstellte hierbei das World Feed Signal bei insgesamt 12 Spielen (inklusive Endspiel) aus den EM-Stadien in Salzburg und Wien.
Im September 2009 erfolgte die Fertigstellung des zweiten Großstudios, des Studios „H“ (2.400 m²) in Adlershof. Das Studio wurde mit der Sendung Das Fernsehduell Merkel – Steinmeier am 13. September in Betrieb genommen.

### 2010–2011
2010 übertrug das Studio Berlin Adlershof unter anderem das World Feed des Eröffnungs- sowie des Endspiels der Fußball-Weltmeisterschaft 2010 in Johannesburg, Südafrika. Im Laufe des Jahres erwarb die SBA den HDTV-Übertragungswagen „Ü1“ und verfügt seitdem über eine Flotte von insgesamt 4 HDTV-Übertragungswagen.
2011 übertrug Studio Berlin Adlershof die 6. Fußball-Weltmeisterschaft der Frauen in Deutschland aus den Stadien in Frankfurt am Main, Augsburg, Sinsheim und Leverkusen. Des Weiteren baute die SBA am Berliner Gasometer eine High-Definition-Fernsehregie für die wöchentliche Übertragung der Talkshow Günther Jauch.

### 2012
Mit vier HDTV-Übertragungswagen war das Studio Berlin Adlershof abermals maßgeblich an der Erstellung des World Feed Signals für die Endrunde der 14. Fußball-Europameisterschaft der Herren 2012 beteiligt. Die SBA übertrug diesmal neun Spiele aus den EM-Stadien in Warschau und Danzig.

### 2013
Zum achten Mal in Folge übertrug die Studio Berlin Adlershof GmbH auch diesmal die Live-Gala zur 48. Verleihung Die Goldene Kamera von Hörzu.
Ebenso war die SBA unter dem Einsatz ihrer HDTV-Übertragungswagen maßgeblich an der Live-Übertragung zur Verleihung des ECHO 2013 beteiligt.
Ein absolutes Highlight stellte dieses Jahr das TV-Duell dar, welches seit 2002 bei Studio Berlin in Adlershof ausgetragen und live übertragen wurde.

### 2014–2018
2014 übertrug Studio Berlin das World Feed aller Spiele der Fußball-Weltmeisterschaft 2014 in Brasilien aus den Stadien in Salvador, Belo Horizonte und Brasilia.
2016 verhängte das Bundeskartellamt gegen Studio Berlin sowie den Mitbewerber Bavaria Studios & Production Services GmbH, wegen illegaler Absprachen, ein Bußgeld in Höhe von 3,1 Millionen Euro. Hintergrund war eine Beteiligung an einem kartellrechtlich unzulässigen Informationsaustausch. Ausgelöst wurden die Ermittlungen durch die ebenfalls am unzulässigen Informationsaustausch beteiligte MMC Studios Köln GmbH. Im Detail ermittelte das Kartellamt gegen die drei beteiligten Studiobetreiber auf Grund von regelmäßigen Zusammenkünften der verantwortlichen Unternehmensvertreter im Zeitraum zwischen September 2011 und Dezember 2014. Konkret sollen hierbei Informationen über Preise, Angebotsverhalten sowie Angebotsinhalte ausgetauscht worden seien.
Am 22. Februar 2018 fand hier der deutsche Vorentscheid zum Eurovision Song Contest, Unser Lied für Lissabon statt.
Auch 2019 fand der Vorentscheid Unser Lied für Israel hier statt sowie das deutsche Finale 2024.

## Dienstleistungen
- Foto-, Film- und Fernsehstudios
- HD Übertragungswagen

## Produktionen
- Unser Lied für Lissabon – deutscher Vorentscheid zum Eurovision Song Contest 2018
- Fifa World Cup 2014 Fußball-Weltmeisterschaft 2014 in Brasilien, HBS / FIFA
- UEFA Euro 2012 Polen Ukraine Fußball-Europameisterschaft 2012, UEFA
- Fifa Womens World Cup 2011 Deutschland, HBS / FIFA
- Fifa World Cup 2010 Südafrika Fußball-Weltmeisterschaft 2010, HBS / FIFA
- UEFA Euro 2008 Österreich Fußball-Europameisterschaft 2008, UMET / UEFA
- Fifa World Cup 2006 Deutschland Fußball-Weltmeisterschaft 2006, HBS / FIFA
- Fußball-Bundesliga, 2. Fußball-Bundesliga
- ISTAF Berlin 2012, Das Erste
- Echo Pop 2013, Das Erste
- Die Goldene Kamera von Hörzu 2013, ZDF
- Deutscher Filmpreis 2013, ZDF
- Bambi 2011, Das Erste
- Ein Herz für Kinder, ZDF
- The Voice of Germany seit 2011, ProSieben und Sat.1
- The Voice Kids, ProSieben
- Günther Jauch, Das Erste
- Hart aber fair, Das Erste
- Anne Will, Das Erste
- Maischberger (Das Erste), Das Erste
- Europakonzert der Berliner Philharmoniker 2012, Das Erste
- Kalkofes Mattscheibe Rekalked, Tele 5
- Der Quiz-Champion, ZDF
- Klein gegen Groß, Das Erste
- Circus HalliGalli, ProSieben
- Willkommen bei Mario Barth, RTL
- Das TV-Duell (Duell der Spitzenkandidaten zur Bundestagswahl 2017)
- Late Night Berlin, ProSieben
- Ich weiß alles! 2018–2020, Das Erste, ORF eins, SRF 1
- Das TV-Triell (Triell der Spitzenkandidaten zur Bundestagswahl 2021)
- Verstehen Sie Spaß? (seit 2022), Das Erste
- Wer stiehlt mir die Show?, ProSieben
- ADAC GT Masters
- SOKO Wismar
- Rote Rosen
- Gute Zeiten, schlechte Zeiten
- Klein gegen Groß, Das Erste